# Montbrió del Camp
Montbrió del Camp település Spanyolországban, Tarragona tartományban. Montbrió del Camp Cambrils, Mont-roig del Camp, Botarell, Riudoms, Vinyols i els Arcs és Riudecanyes községekkel határos. Lakosainak száma 3128 fő (2024).

## Népesség
A település népessége az elmúlt években az alábbi módon változott:
| Lakosok száma | 557  | 1596 | 1381 | 1554 | 1429 | 1574 | 2219 | 2650 | 2890 | 3128 |
|               | 1717 | 1887 | 1936 | 1960 | 1986 | 2004 | 2009 | 2014 | 2019 | 2024 |